# Чалмали
Чалмали́ (рос. Чалмалы, башк. Салмалы) — село у складі Шаранського району Башкортостану, Росія. Адміністративний центр Чалмалинської сільської ради.
Населення — 563 особи (2010; 591 у 2002).
Національний склад:
- башкири — 68 %
- татари — 29 %